# 高晓勇
高晓勇（？—），男，中国共产党党员，中华人民共和国軍事、政治人物。中国人民解放军少将。
曾任成都军区驻滇某师副师长、第14集团军某师师长。2007年，任中国人民解放军第13集团军副军长。2014年3月，任重庆警备区司令员。2014年10月，兼任重庆市委常委，2015年6月不再担任。2014年12月，任成都军区装备部部长。
2008年7月，晋升少将军衔。